# XGP mini
XGP mini es una consola portátil realizada por la compañía coreana GamePark sucesora de la GP32. La XGP mini es una versión reducida de la XGP la cual tiene especificaciones bastante similares a la XGP pero es mucho más pequeña que la XGP. Por el contrario carece de conectividad wireless y tiene la mitad de DDR SDRAM que la XGP, unos 32 MB. Al contrario que su sucesora, según declaraciones de la propia compañía, esta consola se enfocará más en la realización de juegos comerciales para la consola en vez de software casero, sin embargo se ha comprometido a ofrecer un SDK para el desarrollo de aplicaciones y/o juegos de la scene.

## Especificaciones
| Componente/Software |                                                                                           |
| ------------------- | ----------------------------------------------------------------------------------------- |
| CPU                 | Arm 920T 266 MHz.                                                                         |
| Pantalla            | 2.2" a una resolución de 320*240, 262.000 colores, 4:3 Aspect Ratio.                      |
| RAM                 | DDR 32 MB + 64 MB NAND Flash.                                                             |
| Sistema Operativo   | GPOS.                                                                                     |
| Tarjeta Gráfica     | Aceleradora 2D/3D (soporte a OpenGL-ES) capaz de mover 1.5 millones de polígones/segundo. |
| Almacenamiento      | Tarjetas SD.                                                                              |
| Sonido              | 64Polys 44.1 kHz, 16 bit sonido estéreo.                                                  |
| Otros               | Conexión USB 2.0, Batería de Litio, dispone de una cruceta con al menos 8 botones         |

La consola permitirá, además de jugar, escuchar música, leer archivos txt e incluso ver videos (con previo reencodeo). Como gamepark dijo, no habrá retrocompatibilidad con su predecesora gp32. La fecha de salida es desconocida y se especula que sobre finales del 2006 .

## XGP Series / versiones
Gamepark tenía pensado lanzar al mercado 3 versiones en la gama XGP Series, sin embargo, su 3a consola de nueva gama, debido a sus características, pasó a llamarse GPkids. Las consolas que tiene previsto sacar próximamente son:
- XGP lanzamiento para finales del 2006
- XGP mini lanzamiento para finales del 2006
- GP Kids lanzamiento para finales de octubre o noviembre

## Competencia / Consolas alternativas
- GP32. La predecesora de la XGP.
- GP2X (Gamepark Holdings)
- Nintendo DS (Nintendo)
- Nintendo DS Lite (Nintendo)
- PlayStation Portable (Sony Computer Entertainment)
- XGP (Gamepark)
- GP Kids (Gamepark)
- Gizmondo (Tiger Telematic)